# Giles G-202
Giles G-202 je enomotorno propelersko akrobatsko letalo, ki ga je zasnoval Richard Giles. Grajen je večinoma iz karbonskih vlaken in ima fiksno pristajalno podvozje z repnim kolesom. 
G-202 se prodaja kot kit letalo (za sestavo doma). Kite proizvaja podjetje AkroTech Aviation iz Troutdale, Oregon, ZDA. Francoski Avions Mudry ponuja malo spremenjeno različico kot CAP 222.

## Tehnične specifikacije (G-202)
Podatki iz 
Splošne karakteristike
- Posadka: 1 ali 2
- Dolžina: 5,89 m (19 ft 4 in)
- Razpon kril: 6,71 m (22 ft)
- Višina: 1,70 m[6] (5 ft 7 in[7])
- Teža praznega letala: 450-500 kg (992 lb)
- Maks. vzletna teža: za križarjenje: 726 kg (za križarjenje: 1600 lb; maks. teža za akrobacije: 1200-1400 lb)
- Pogon letala: 1 ×  4-valjni zračnohlajeni protibatni motor Lycoming AEIO-360-A1E, 235 KM ()

 Zmogljivost 
- Neprekoračljiva hitrost: 415 km/h[8] (220 vozlov)
- Potovalna hitrost: 259 km/h (140 vozlov)
- Hitrost porušitve vzgona: 107 km/h (58 vozlov)
- Kapaciteta goriva: križarjenje: 219,5 l (58 gal); akrobatsko letenje: 37,8 l (10 gal)
- Poraba goriva: okrog 40-60 l/h
- G-obremenitev: +/-10g
- Hitrost nagibanja: >400°/s